# Јаровићи (Горажде)
Јаровићи је насељено мјесто у граду Горажду, Босна и Херцеговина.

## Становништво
|             | 2013.       | 1991.        | 1981.        | 1971.         |
| Укупно      | 35 (100,0%) | 61 (100,0%)  | 87 (100,0%)  | 112 (100,0%)  |
| Бошњаци     | 35 (100,0%) | 59 (96,72%)1 | 85 (97,70%)1 | 106 (94,64%)1 |
| Срби        | –           | 2 (3,279%)   | 2 (2,299%)   | 1 (0,893%)    |
| Хрвати      | –           | –            | –            | 4 (3,571%)    |
| Југословени | –           | –            | –            | 1 (0,893%)    |

1. 1 На пописима од 1971. до 1991. Бошњаци су пописивани углавном као Муслимани.